# 寇遐
寇 遐（こう か）は、清末、中華民国の政治家。北京政府で農商総長をつとめた。字は勝孚。号は玄疵。

## 事跡
1906年（光緒32年）、西安師範学堂選科に入学する。在学中に中国同盟会に加入した。1909年（宣統元年）に卒業後、同州中学堂監学となる。その傍らで、陝西省内の革命派の蜂起を支援する秘密活動に従事している。
中華民国成立直後は陝西省臨時議会副議長となり、さらに衆議院議員に選出されている。革命派として、反袁世凱の活動にも従事した。袁死後の第1次国会回復とともに再び衆議院議員に復帰した。
孫文が護法運動を開始すると、これに応じて広州に赴き、国会非常会議議員、大元帥府参議などをつとめた。1922年（民国11年）、第2次国会回復とともに再び北京で衆議院議員となった。しかし、翌年の曹錕賄選に反発して孫の下に戻った。
1924年（民国13年）の第2次奉直戦争の際には、北京政変（首都革命）の発動に参与している。1925年（民国14年）12月、許世英内閣で農商総長に任じられたが、翌年3月、賈徳耀内閣の途中で辞任する。以後は北京に寓居した。
1931年（民国20年）に帰郷し、陝西省政府委員、同省臨時参議会議員、国民政府行政院僑務委員会委員、同賑務委員会委員などをつとめた。金石文研究を好んだことから、1934年（民国23年）に西安金石書画学会を発足させて、その会長となる。また、秦腔（陝西省の地方劇・戯曲）にも造詣が深く、研究書を著している。
中華人民共和国成立後も故郷に留まっている。陝西省人民政府委員などをつとめた。
1953年9月6日、西安にて死去。享年70。